# Хромогізавр
Хромогізавр (Chromogisaurus) — викопний рід примітивних ящеротазових динозаврів з родини Guaibasauridae, що жили в кінці тріасового періоду (близько 228,7-216,5 мільйонів років тому) на території нинішньої Південної Америки. Представлений одним видом — Chromogisaurus novasi.
Скам'янілості зауроподоморфи (голотип PVSJ 846) були знайдені в геологічній формації Ischigualasto Formation, що належить до Carnien (провінція Сан Хуан в Аргентині). Вперше описаний палеонтологом Мартіном Д. Ескуррою (Martín D. Ezcurra) в 2010 р. Відомий по частковому посткраніальному скелету. Він охоплює праву ліктьову кістку, весь таз, кістки стегна, лівої ноги, правої гомілки, фаланги, середнього і переднього хвостового хребця.
Назва роду походить від дав.-гр. «chroma» — «колір», і  «gè» — «країна», посилаючись на Лос-Колорадос, барвисті скельні утворення в Valle Pintado. Видова назва дана на честь аргентинського палеонтолога Фернандо Еміліо Новаса (Fernando Emilio Novas).
Chromogisaurus є одним з найстаріших відомих динозаврів. У довжину досягав близько 2 м. За словами дослідників, форма довгої ліктьової кістки вказує на те, що ці динозаври хоча б іноді пересувалися на чотирьох кінцівках. Задні кінцівки значно довші за передні.
В результаті кладистичного аналізу Мартін Ескурра відніс Chromogisaurus до базальних зауроподоморфів до родини Guaibasauridae, разом з Guaibasaurus, Agnosphitys, Panphagia і Saturnalia. В Guaibasauridae утворює невелику підродину Saturnaliinae разом з сестринським таксоном Saturnalia.